# Gouvernement Crispi III
Royaume d'Italie
Giolitti I Crispi IV
Le gouvernement Crispi III (Governo Crispi III, en italien) est le gouvernement du royaume d'Italie entre le 15 décembre 1893 et le 14 juin 1894, durant la XVIIIe législature.

## Composition
Composition du gouvernement
| Parti | Parti             | Idéologie     | Leader                     |
| ----- | ----------------- | ------------- | -------------------------- |
|       | Gauche historique | Liberalisme   | Francesco Crispi           |
|       | Droite historique | Conservatisme | Antonio Starabba di Rudinì |

### Président du conseil des ministres
| Bureau           | Nom              | Parti | Parti             | Terme       |
| ---------------- | ---------------- | ----- | ----------------- | ----------- |
| Premier ministre | Francesco Crispi |       | Gauche historique | (1893–1894) |

### Listes des ministres
| Bureau                                                   | Nom                        | Parti | Parti             | Terme       |
| -------------------------------------------------------- | -------------------------- | ----- | ----------------- | ----------- |
| Ministre de l'Intérieur                                  | Francesco Crispi           |       | Gauche historique | (1893–1894) |
| Ministre des Affaires étrangères                         | Alberto Blanc              |       | Gauche historique | (1893–1894) |
| Ministre de la Grâce et de la Justice                    | Vincenzo Calenda di Tavani |       | Gauche historique | (1893–1894) |
| Ministre des Finances                                    | Sidney Sonnino             |       | Droite historique | (1893–1894) |
| Ministre du Trésor                                       | Sidney Sonnino             |       | Droite historique | (1893–1894) |
| Ministre de la Guerre                                    | Stanislao Mocenni          |       | Militaire         | (1893–1894) |
| Ministre de la Marine                                    | Enrico Morin               |       | Militaire         | (1893–1894) |
| Ministre de l'Agriculture, de l'Industrie et du Commerce | Paolo Boselli              |       | Droite historique | (1893–1894) |
| Ministre des Travaux publics                             | Giuseppe Saracco           |       | Gauche historique | (1893–1894) |
| Ministre de l’Éducation publique                         | Guido Baccelli             |       | Gauche historique | (1893–1894) |
| Ministre des Postes et Télégraphes                       | Maggiorino Ferraris        |       | Gauche historique | (1893–1894) |